# Congreso Vegano
El Congreso Vegano es un grupo activista, cofundado en 2013 por los artistas Julie Andreyev, Trudy Chalmers, Beth Carruthers, Jesse Garbe, Carol Gigliotti, Geneviève Raiche-Savoie y Maria Lantin con la intención de desmitificar el veganismo proporcionando eventos e información relacionados con la práctica vegana.  

## Desarrollo
En la actualidad participan profesores, personal y estudiantes de la Universidad de Arte y Diseño Emily Carr de Vancouver; la Universidad Simon Fraser de Vancouver; la Universidad de Columbia Británica Okanaga en Kelowna; y la académica independiente Dra. Carol Gigliotti, que trabaja en los EE. UU. El Congreso Vegano busca proveer conocimiento práctico sobre el estado global de los animales no humanos con respecto a la ética, los hábitos dietéticos, la ecología, la agricultura y otras formas de producción y consumo. El esfuerzo por abordar tales temas se busca a través de actividades y eventos relacionados para fomentar el discurso sobre las relaciones humanas con otros animales, la salud y el medio ambiente, junto con el esfuerzo por promover la visibilidad y la ética implementada dentro de una comunidad.

## Misión
La misión del Congreso Vegano es proporcionar conciencia y apoyo compasivo a los animales no humanos y abogar por la práctica de medidas conscientes para la eliminación del sufrimiento de todas las existencias. El grupo intenta conseguir como objetivo aumentar la conciencia del veganismo como una forma de desafío no violento, en defensa del derecho de los seres no humanos a ser tratados con un valor moral acorde y no como un recurso o propiedad de los humanos.

## Actividades
El primer evento organizado por el Congreso Vegano fue una demostración de cocina y una charla del chef Preet Marawah. Se llevó a cabo el 22 de enero de 2014 en el Estudio Digital Intersecciones de la Universidad de Arte y Diseño Emily Carr. Preet Marawah es un cocinero de alimentos integrales crudos y orgánicos, CEO y fundador de OrganicLives, y sirvió formalmente como chef VIP en las Naciones Unidas.